# Міністр оборони Естонії
Міністр оборони Естонії (ест. Eesti kaitseminister) — голова військового міністерства уряду Естонської Республіки. Є одним з найважливіших членів уряду, що відповідає за координацію політики в області національної оборони й збройних сил, а також займається формуванням і керівництвом міністерства оборони. Міністр оборони призначається і звільняється з посади прем'єр-міністром держави на основі голосування парламенту Рійгікогу й вступає на посаду з принесення присяги перед депутатами.
Первісна посада була заснована в 1918 році, під час існування Першої Естонської Республіки, й іменувалася військовим міністром (ест. Sõjaminister), проте вже 1 квітня 1929 року цей пост був перейменований в міністра оборони, але в 1937 році знову став військовим міністром. Хоча назва посади, а згодом і міністерства, часто змінювалася, основні обов'язки впродовж всієї історії існування відомства залишилися майже незмінними.
Після відновлення незалежності Естонії в 1991 році і утворення нового Міністерства оборони в 1992 році посада знову стала називатися міністром оборони.

## Список міністрів оборони
Повний список міністрів оборони Естонської Республкіки на 29 квітня 2021 року:

### 1918—1929 (Військовий міністр)
| Ім'я                | На посаді                        | Партія                      |
| Андрес Ларка        | 24 лютого —27 листопада 1918     | безпартійний                |
| Костянтин Пятс      | 27 листопада 1918 —8 травня 1919 | безпартійний                |
| Отто Штрандман      | 8 травня —18 листопада 1919      | Робітнича партія            |
| Аугуст Ганко        | 18 листопада 1919 —28 липня 1920 | безпартійний                |
| Олександр Тиніссон  | 28 липня —26 жовтня 1920         | безпартійний                |
| Антс Пійп           | 26 жовтня 1920 —25 січня 1921    | Робітнича партія            |
| Яан Соотс           | 25 січня 1921 —2 серпня 1923     | Асамблея фермерів           |
| Адо Андеркопп       | 2 серпня 1923 —19 лютого 1924    | Робітнича партія            |
| Оскар Амберг        | 19 лютого —18 жовтня 1924        | Християнська народна партія |
| Антс Курвітс        | 26 березня —18 жовтня 1924       | безпартійний                |
| Яан Соотс (2-й раз) | 16 грудня 1924 —4 березня 1927   | Асамблея фермерів           |
| Ніколай Реек        | 4 березня 1927 —4 грудня 1928    | безпартійний                |
| Міхкель Джухкам     | 4 грудня 1928 —31 березня 1929   | Робітнича партія            |

### 1929—1937 (Міністр оборони)
| Ім'я                         | На посаді                         | Партія            |
| Міхкель Джухкам              | 1 квітня —9 липня 1929            | Робітнича партія  |
| Оскар Кестер                 | 9 липня 1929 —12 лютого 1931      | Партія поселенців |
| Аугуст Керем                 | 12 лютого 1931 —19 листопада 1932 | Народна партія    |
| Олександр Тиніссон (2-й раз) | 1 листопада 1932 —18 травня 1933  | безпартійний      |
| Аугуст Керем (2-й раз)       | 18 травня —21 жовтня 1933         | Народна партія    |
| Пауль Лілль                  | 21 жовтня 1933 —28 лютого 1937    | безпартійний      |

### 1937—1940 (Військовий міністр)
| Ім'я                   | На посаді                      | Партія       |
| Пауль Лілль (2-й раз)  | 1 березня 1937 —12 жовтня 1939 | безпартійний |
| Ніколай Реек (2-й раз) | 12 жовтня 1939 —21 квітня 1940 | безпартійний |

### 1953—1992 (Військовий міністр у вигнанні)
| Ім'я           | На посаді                       | Партія       |
| Гейнріх Марк   | 8 травня 1971 —3 квітня 1973    | безпартійний |
| Авді Андрессон | 3 квітня 1973 —20 червня 1990   | безпартійний |
| Юрі Тумепуу    | 20 червня 1990 —15 вересня 1992 | безпартійний |

### 1992— (Міністр оборони)
| Ім'я                  | На посаді                          | Партія                           |
| Уло Улуотс            | 18 червня —21 жовтня 1992          | Народний фронт                   |
| Хайн Ребас            | 21 жовтня 1992 —5 серпня 1993      | Партія національної незалежності |
| Юрі Луїк              | 23 серпня 1993 —8 листопада 1994   | Ісамаалійт                       |
| Індрек Каннік         | 7 січня 1994 —23 травня 1995       | Ісамаалійт                       |
| Енн Тапп              | 28 червня 1994 —17 квітня 1995     | Ісамаалійт                       |
| Андрус Йовель         | 17 квітня 1995 —25 березня 1999    | Коаліційна партія                |
| Юрі Луїк (2-й раз)    | 25 березня 1999 —28 січня 2002     | Ісамаалійт                       |
| Свен Міксер           | 28 січня 2002 —10 квітня 2003      | Центристська партія              |
| Маргус Гансон         | 10 квітня 2003 —22 листопада 2004  | Партія реформ                    |
| Яак Йоерюут           | 22 листопада 2004 —8 жовтня 2005   | Партія реформ                    |
| Юрген Лігі            | 10 жовтня 2005 —5 квітня 2007      | Партія реформ                    |
| Яак Аавіксоо          | 5 квітня 2007 —6 квітня 2011       | Вітчизна                         |
| Март Лаар             | 6 квітня 2011 —14 травня 2012      | Вітчизна                         |
| Урмас Рейнсалу        | 14 травня 2012 —26 березня 2014    | Вітчизна                         |
| Свен Міксер (2-й раз) | 26 березня 2014 —14 вересня 2015   | Соціал-демократична партія       |
| Ганнес Хансо          | 14 вересня 2015 —23 листопада 2016 | Соціал-демократична партія       |
| Маргус Цахна          | 23 листопада 2016 —12 червня 2017  | Вітчизна                         |
| Юрі Луїк (3-й раз)    | 12 червня —26 січня 2021           | Вітчизна                         |
| Калле Лаанет          | 26 січня 2021—18 липня 2022        | Партія реформ                    |
| Ханно Певкур          | з 18 липня 2022                    | Партія реформ                    |

## Функції міністра оборони
Міністр оборони є членом уряду Естонії, який керує організацією національної оборони країни. Він організовує роботу міністерства оборони і ухвалює рішення з питань, що належать до сфери діяльності міністерства. Крім того, міністр звітує перед урядом про діяльність міністерства оборони і вносить пропозиції щодо розв'язання питань, що стосуються сфери діяльності міністерства.
Міністр оборони призначає керівників урядових агентств, що входять в сферу управління міністерства, а також заступників міністра оборони та керівників департаментів, а також командувачів збройними силами і пропонує уряду призначати і знімати з посади командувача Армією оборони і головнокомандувача Генерального штабу.
Міністр оборони надає уряду пропозиції щодо бюджету міністерства, і при необхідності — додаткового бюджету. Він ухвалює рішення про використання бюджетних ресурсів та контролює виконання бюджету. На підставі державного бюджету міністр також погоджує бюджети державних органів, які належать до сфери управління міністерства.
Міністр оборони ухвалює рішення про формування державних установ, що перебувають у віданні міністерства, і затверджує їх статут, структуру та організацію роботи.